# Холокост в Молодечненском районе
Холокост в Молоде́чненском районе — систематическое преследование и уничтожение евреев на территории Молодечненского района Минской области оккупационными властями нацистской Германии и коллаборационистами в 1941—1944 годах во время Второй мировой войны, в рамках политики «Окончательного решения еврейского вопроса» — составная часть Холокоста в Белоруссии и Катастрофы европейского еврейства.

## Геноцид евреев в районе
Молодечненский район был полностью оккупирован немецкими войсками в июне 1941 года, и оккупация продлилась более трёх лет — до июля 1944 года. Нацисты включили Молодечненский район в состав территории, административно отнесённой в состав генерального округа Белорутения рейхскомиссариата Остланд.
Вся полнота власти в районе принадлежала зондерфюреру — немецкому шефу района, который подчинялся руководителю округи — гебитскомиссару. Во всех крупных деревнях района были созданы районные (волостные) управы и полицейские гарнизоны из белорусских и украинских коллаборационистов
Для осуществления политики геноцида и проведения карательных операций сразу вслед за войсками в район прибыли карательные подразделения войск СС, айнзатцгруппы, зондеркоманды, тайная полевая полиция (ГФП), полиция безопасности и СД, жандармерия и гестапо.

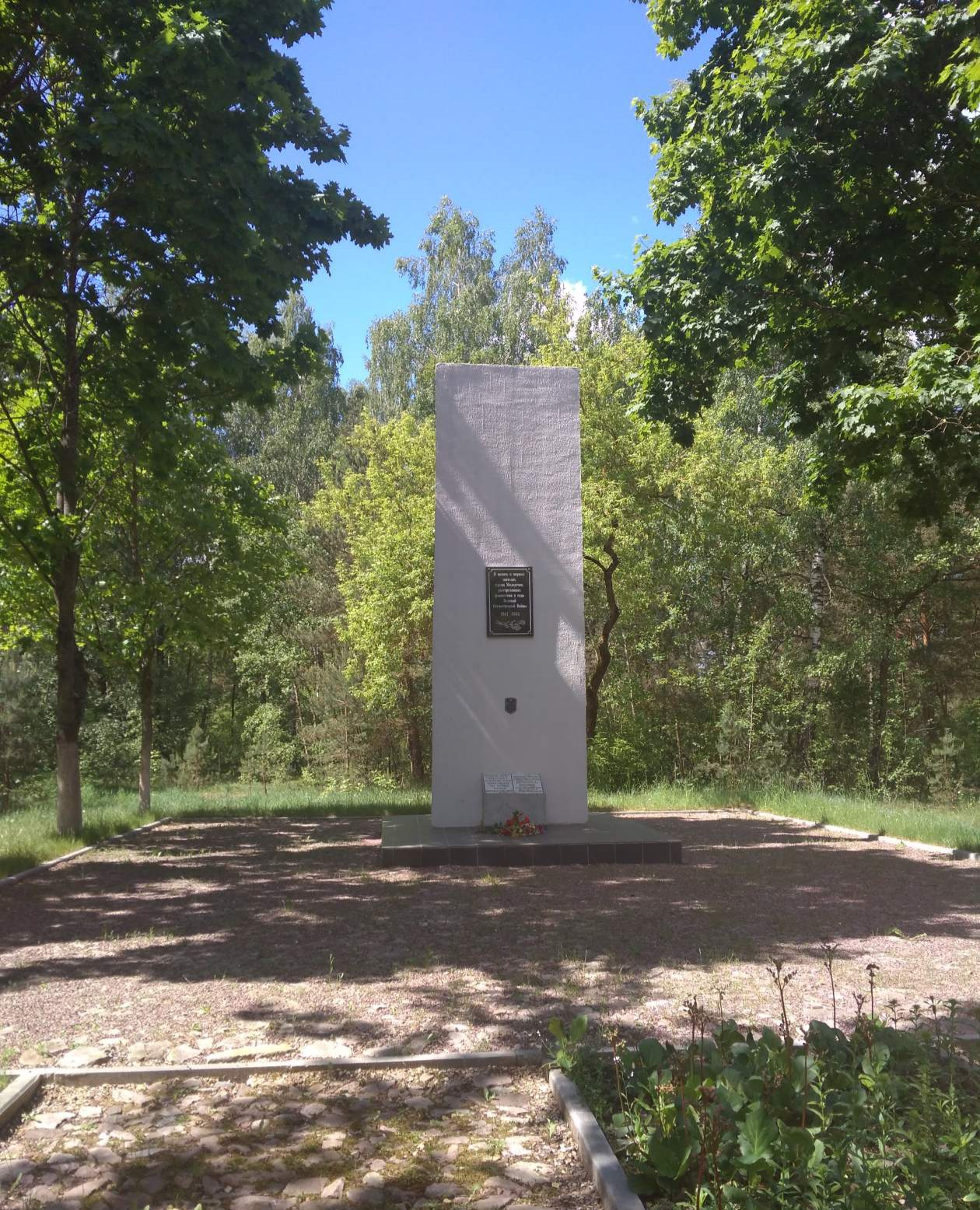
Памятник на братской могиле евреев Молодечно

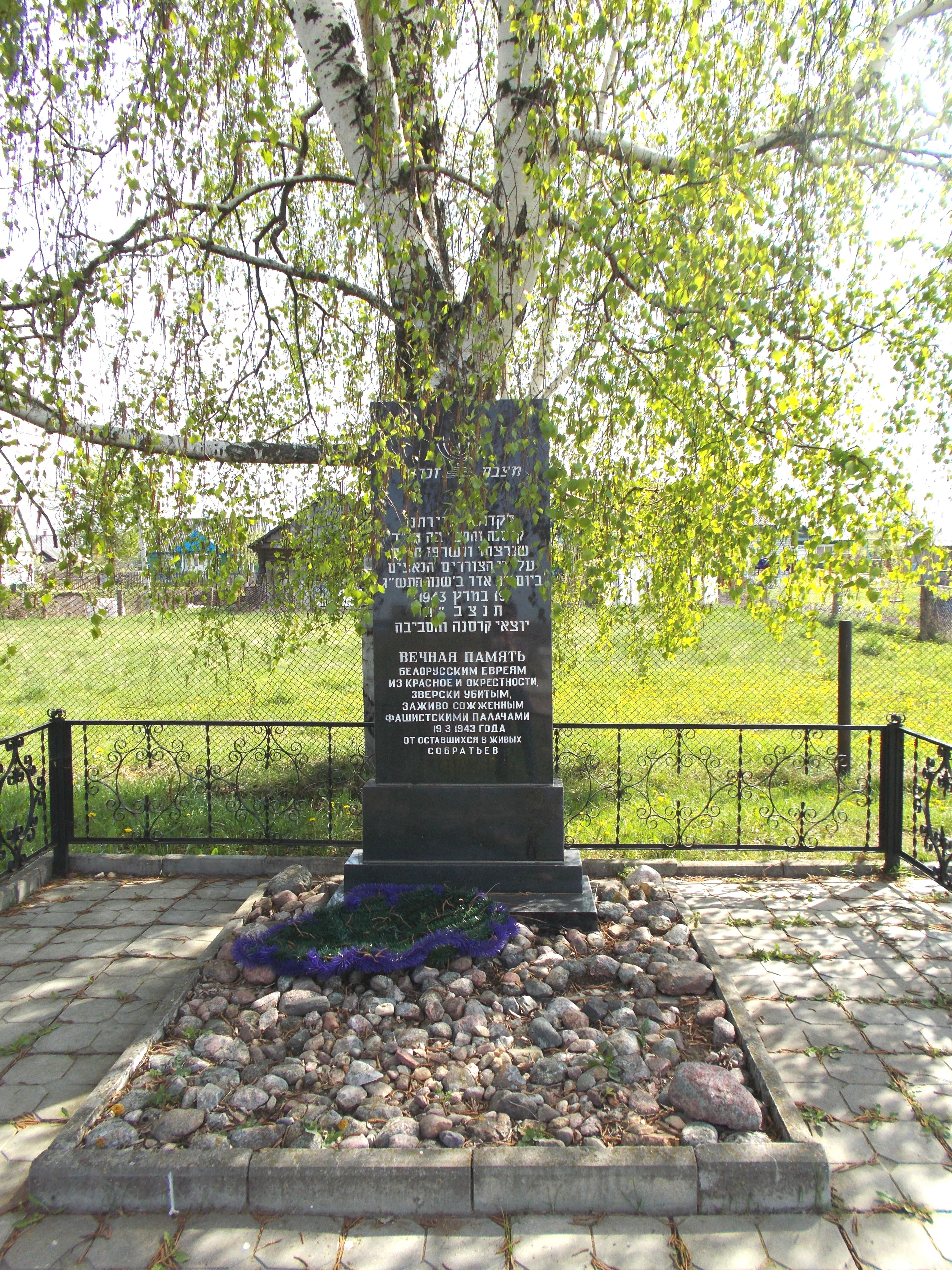
Памятник на братской могиле евреев деревни Красное

Одновременно с оккупацией нацисты и их приспешники начали поголовное уничтожение евреев. «Акции» (таким эвфемизмом гитлеровцы называли организованные ими массовые убийства) повторялись множество раз во многих местах. В тех населенных пунктах, где евреев убили не сразу, их содержали в условиях гетто вплоть до полного уничтожения, используя на тяжелых и грязных принудительных работах, от чего многие узники умерли от непосильных нагрузок в условиях постоянного голода и отсутствия медицинской помощи.
За время оккупации практически все евреи Молодечненского района — более 10 000 человек — были убиты, а немногие спасшиеся в большинстве воевали впоследствии в партизанских отрядах.

## Гетто
Оккупационные власти под страхом смерти запретили евреям снимать желтые латы или шестиконечные звезды (опознавательные знаки на верхней одежде), выходить из гетто без специального разрешения, менять место проживания и квартиру внутри гетто, ходить по тротуарам, пользоваться общественным транспортом, находиться на территории парков и общественных мест, посещать школы.
Реализуя нацистскую программу уничтожения евреев, немцы создали на территории района 9 гетто.
- В гетто деревни Городок (март 1942 — 11 июля 1942) были замучены и убиты 900 евреев.
- В гетто деревни Засковичи (октябрь 1941 — июнь 1942) были убиты около 80 евреев.
- В двух гетто деревни Красное (осень 1941 — 19 марта 1943) были убиты около 5000 евреев.
- В двух гетто деревни Лебедево (июль 1941 — 24 июня 1942) были убиты более 700 евреев.
- В двух гетто города Молодечно (лето 1941 — июль 1943) были убиты более 2000 евреев.
- В гетто поселка Радошковичи (лето 1941 — 7 марта 1943) были замучены и убиты около 2000 евреев.

### Гетто в Засковичах
Немцы захватили деревню Засковичи 26 июня 1941 года, эвакуироваться практически никто не успел.
На евреев сразу после оккупации наложили ряд строжайших запретов — в том числе запрет покидать деревню и выходить без нашитых на верхнюю одежду желтых шестиконечных звезд. Евреев использовали на принудительных работах, а местные полицейские грабили и избивали их. В октябре 1941 года всех оставшихся евреев (около 80 человек) переселили в гетто, под которое отвели три дома на улице Советская. Гетто не охранялось, и узники могли обменивать вещи на продукты.
В июне 1942 года каратели из СД и полиции окружили гетто, согнали всех узников, увели их в лес на окраине деревни и расстреляли в заранее вырытых ямах. Также есть свидетельства, что часть трудоспособных узников перевели в гетто Сморгони, Ошмяны и Вилейки. По данным комиссии ЧГК, массовое убийство произошло в ноябре 1942 года в 150 метрах от деревни. Опубликован неполный список убитых евреев Засковичей — 74 человека, включая семь белорусов. Памятника убитым евреям в Засковичах нет.

## Организаторы и исполнители убийств
Главными организаторами массовых убийств в Молодечненском районе были: главный комендант подполковник Жудан, заместитель коменданта обер-лейтенант Майн, начальник особого отдела лагеря обер-лейтенант Бусс.
В бывшем Радошковичском районе военными преступниками были признаны: обер-лейтенанты Шпиз и Шнейдер, коменданты полиции Бекиш и А. Зинькевич, начальник гарнизона Радошковичей Есинский, лейтенант Эрнш и другие. В Полочанском сельсовете: комендант полиции Мишкель Юзеф, старшина волости Щафалович, староста деревни Александр Стужинский. В Городиловском сельсовете: старшина волости Соколовский.
Также преступниками были признаны коменданты полиции Молодечно Косяк и Боган, комендант полиции местечка Лебедево Соколовский, комендант полиции местечка Засковичи Шавровский, комендант полиции местечка Полочаны Мишкель.

## Случаи спасения и «Праведники народов мира»
В Молодечненском районе 9 человек были удостоены почетного звания «Праведник народов мира» от израильского мемориального института «Яд Вашем» «в знак глубочайшей признательности за помощь, оказанную еврейскому народу в годы Второй мировой войны»
- Имшеник Владимир и Галина — за спасение Долговой (Жодишской) Елены в Носилово[22]
- Кулина Ольга — за спасение Левитана Бориса[23]; Песецкий Иосиф и Людмила, Крупич Иван — за спасение Борщ Марии[24] в Радошковичах.
- Карпович Иван и Антонина — за спасение Бортниковой (Казакевич) Валентины в Сокольники[25]
- Выхото Тереза — за спасение Альтман Симы в Городке.

Также известно, что спасали евреев семья Терезы Савченко в деревне Ленковщина и семья Ларисы Позняк в деревне Сокольники.

## Память
Опубликованы неполные списки жертв геноцида евреев в Молодечненском районе: по Городиловскому сельсовету, по Лебедевскому сельсовету и в Городке.
Памятники убитым евреям района установлены в Городке (2 памятника), Красном, Лебедево, Молодечно, Радошковичах (2 памятника).